# 氏家定直
氏家 定直（うじいえ さだなお）は、戦国時代の武将。最上氏の家臣。

## 略歴
元服時に最上義定より偏諱を受けて定直と名乗った。永正17年（1520年）に義定が没すると、義定の養子となって跡を継いだ義守に仕えることとなる。
天文11年（1542年）の天文の乱の際は、若年であった義守を補佐しつつ伊達稙宗方として参戦する。乱は伊達晴宗（稙宗の子）方の勝利に終わるが、晴宗と義守との関係修復に尽力した。元亀元年（1570年）、義守とその長男・義光との家督をめぐっての内紛（天正最上の乱）では、病身を押して仲介に奔走し、父子の和睦と義光への家督譲渡を実現させた。
その後、程なく没したとされ、跡を嫡男・守棟が継いだ。